# West Indies Cricket Team in Neuseeland in der Saison 1979/80
Die Tour der West Indies Cricket Teams nach Neuseeland in der Saison 1979/80 fand vom 6. Februar bis zum 5. März 1980 statt. Die internationale Cricket-Tour war Bestandteil der Internationalen Cricket-Saison 1979/80 und umfasste drei Tests und ein ODI. Neuseeland gewann beide Serien jeweils 1–0.

## Vorgeschichte
Die West Indies spielten zuvor eine Tour in Australien, für Neuseeland war es die erste Tour der Saison.
Das letzte Aufeinandertreffen der beiden Mannschaften bei einer Tour fand in der Saison 1971/72 in den West Indies statt.

## Stadien
Die folgenden Stadien wurden für die Tour als Austragungsort vorgesehen.
| Stadion        | Stadt        | Kapazität | Spiele          |
| -------------- | ------------ | --------- | --------------- |
| Eden Park      | Auckland     | 50.000    | 3. Test         |
| Lancaster Park | Christchurch | 20.000    | 2. Test; 1. ODI |
| Carisbrook     | Dunedin      | 29.000    | 1. Test         |

## Kaderlisten
| Test | Test | ODI | ODI |
| Neuseeland | West Indies | Neuseeland | West Indies |
| --- | --- | --- | --- |
| - Geoff Howarth (K) - Stephen Boock - Lance Cairns - Jeremy Coney - Bruce Edgar - Richard Hadlee - Warren Lees (wk) - Paul McEwan - John Parker - Gary Troup - Peter Webb - John Wright | - Clive Lloyd (K) - Colin Croft - Joel Garner - Gordon Greenidge - Desmond Haynes - Michael Holding - Alvin Kallicharran - Collis King - Deryck Murray (wk) - Derick Parry - Andy Roberts - Lawrence Rowe | - Geoff Howarth (K) - Lance Cairns - Jeremy Coney - Bruce Edgar - Richard Hadlee - Warren Lees (wk) - Paul McEwan - John Parker - John Reid - Gary Troup - John Wright | - Clive Lloyd (K) - Colin Croft - Joel Garner - Gordon Greenidge - Desmond Haynes - Michael Holding - Alvin Kallicharran - Collis King - Deryck Murray (wk) - Derick Parry - Lawrence Rowe |

## Tour Matches
| 3. – 5. Februar | Hamilton | Northern Districts 277-7d (95) & 252-7d (85) | – | West Indians 377-6d (102) & 132-8 (25) |
|                 |          | Remis                                        |   |                                        |

## One-Day Internationals

### Erstes ODI in Christchurch
| 6. Februar Scorecard | Christchurch (LP) | West Indies 203-7 (50)          | – | Neuseeland 207-9 (49.4) |
|                      |                   | Neuseeland gewinnt mit 1 Wicket |   |                         |

Neuseeland gewann den Münzwurf und entschied sich als Feldmannschaft zu beginnen.

## Tests

### Erster Test in Dunedin
| 8. – 13. Februar Scorecard | Dunedin | West Indies 140 (69.5) & 212 (108.4) | – | Neuseeland 249 (95.5) & 104-9 (50) |
|                            |         | Neuseeland gewinnt mit 1 Wicket      |   |                                    |

Die West Indies gewannen den Münzwurf und entschieden sich als Schlagmannschaft zu beginnen.

### Zweiter Test in Christchurch
| 22. – 27. Februar Scorecard | Christchurch (LP) | West Indies 228 (89.3) & 447-5d (119) | – | Neuseeland 460 (130.4) |
|                             |                   | Remis                                 |   |                        |

Neuseeland gewann den Münzwurf und entschied sich als Feldmannschaft zu beginnen.

### Dritter Test in Auckland
| 29. Februar – 5. März Scorecard | Auckland | West Indies 220 (84.2) & 264-9d (94.1) | – | Neuseeland 305 (128.2) & 73-4 (36) |
|                                 |          | Remis                                  |   |                                    |

Neuseeland gewann den Münzwurf und entschied sich als Feldmannschaft zu beginnen.